# Jeffrey Wigand
Jeffrey Wigand født 17. december 1942 i New York, er en amerikansk kemiker og whistleblower.
Efter i 1993 at være blevet fyret fra en ledende forskerstilling i tobaksfirmaet Brown and Williamson blev han kontaktet af TV-selskabet CBS' journalist Lowell Bergman, som for det estimerede program 60 Minutes ville skabe et indslag, der var kritisk overfor den amerikanske tobaksindustris benægtelser af, at deres produkter var vanedannende.
Med store omkostninger for sit privatliv vidnede Wigand for retten i staten Mississippi, som kæmpede for at få tobaksindustrien til at kompensere delstaten for dens stigende sundhedsudgifter, der havde relation til følgerne af rygning.
Retssagen og dens konsekvenser er beskrevet i Michael Manns film "The Insider" fra 1999, hvor Russel Crowe spiller Wigand og Al Pacino Lowell Bergman.